# Chloroclystis scotosema
Chloroclystis scotosema är en fjärilsart som beskrevs av Louis Beethoven Prout 1937. Chloroclystis scotosema ingår i släktet Chloroclystis och familjen mätare. Inga underarter finns listade i Catalogue of Life.